# Уральская резьба по камню

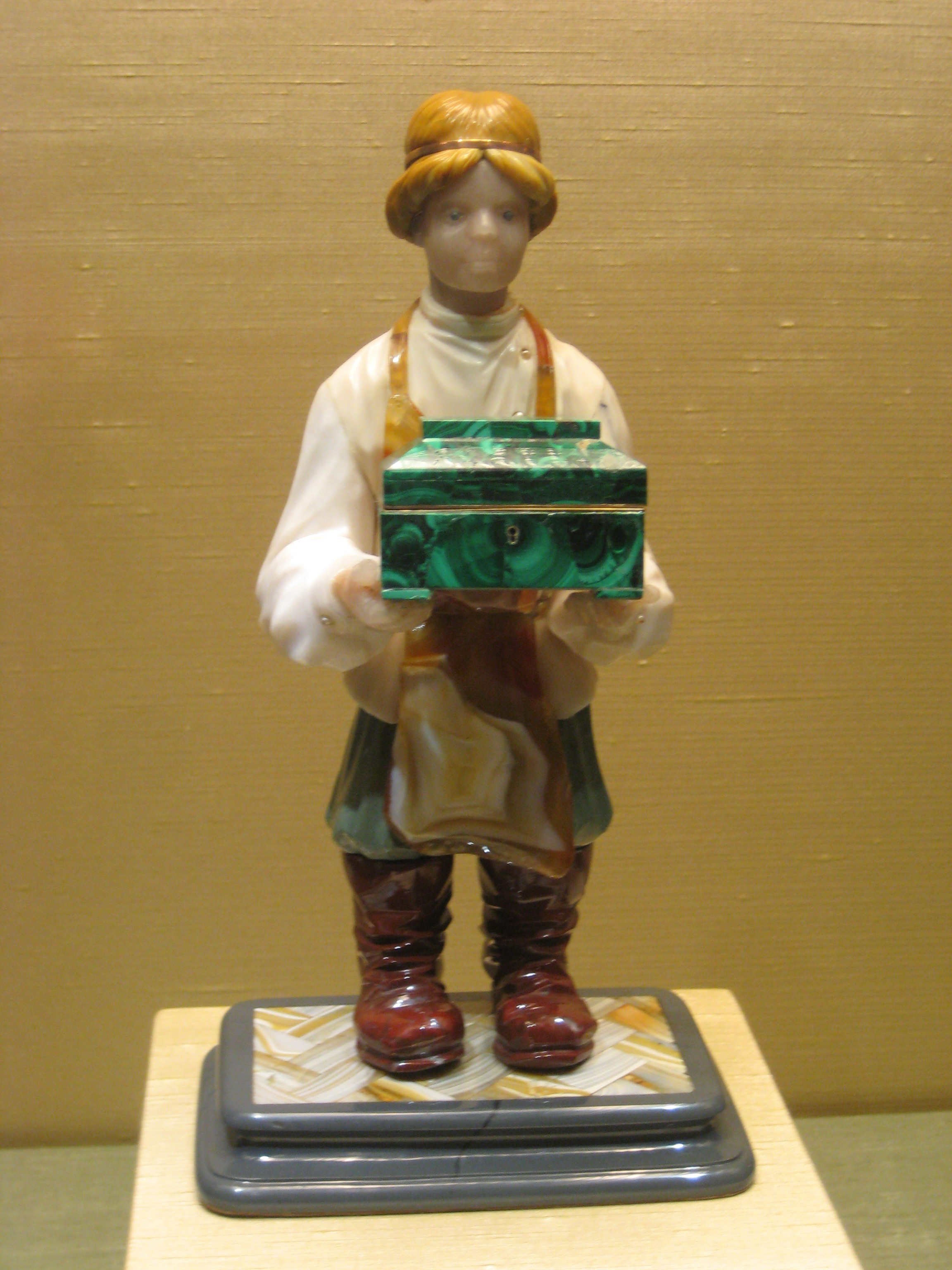
Скульптура «Данилушка» (В. Коноваленко)

Уральская резьба по камню — один из традиционных русских народных промыслов, зародившийся на Урале в XVII веке и процветает до сих пор. Резьбой по камню занимаются по всему Уралу, особенно широко промысел развит на Среднем Урале, основные центры камнерезного искусства — города Екатеринбург, Нижний Тагил, Челябинск, Пермь, Магнитогорск, Новоуральск, Кунгур, Берёзовский, Верхняя Пышма, Алапаевск, Верхняя Салда, Чусовой, Лысьва, Асбест, Верхний Уфалей, Заречный, а также камнерезными изделиями славится село Мурзинка. Помимо этого, в силу популярности изделий, почти в каждом городе Урала существует хотя бы одна поделочная мастерская, где работают мастера-камнерезы.

## История
На Урале художественная резьба по камню зародилась в XVIII веке как сопутствующее металлообработке ремесло, а уже к концу века по всему Уралу работало множество частных мастерских. Сырьём для камнерезов были местные камни (яшма, малахит, агат, кварц, сердолик, родонит, мрамор и другие), которые находили местные жители во время разведки новых месторождений руды.

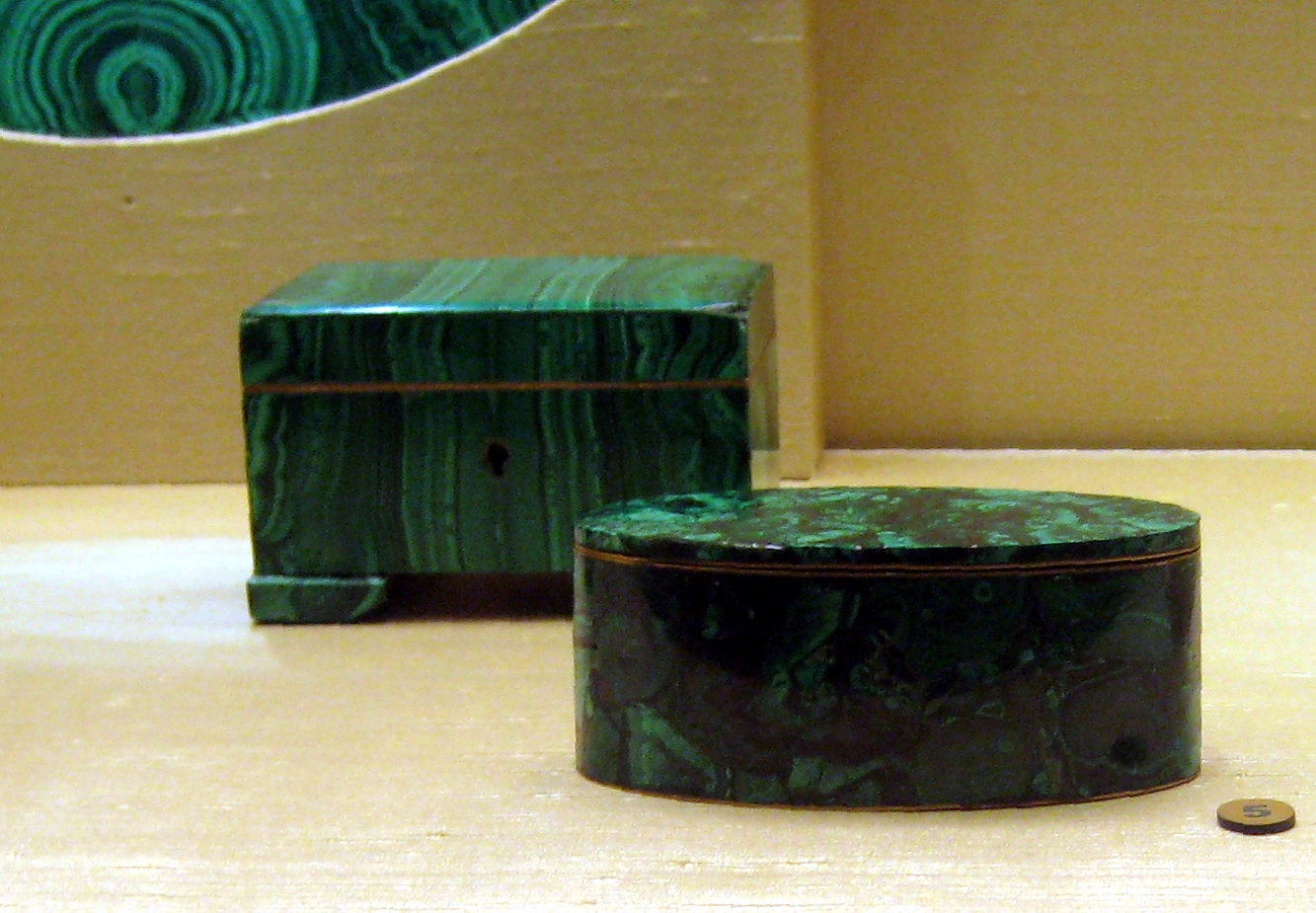
Малахитовые шкатулки, 19 век, Екатеринбург

В 1726 году на Урале были основаны первые мастерские по обработке камня. По указу императрицы Екатерины I на Урал был командирован шведский поручик Реф для поиска цветных камней и обучения русских камнерезному искусству. В 1765 году в Екатеринбурге на базе местных мастерских создана «Екатеринбургская гранильная фабрика» (ЕГФ) с филиалом в посёлке Чёрный Щит (был закрыт в 1868 году). Фабрика одновременно являлась центром камнерезного дела, промышленным комплексом по добыче и обработке цветного камня и профессиональным училищем для многих поколений мастеров. В XVIII — первой половине XIX вв. на фабрике были освоены практически все способы обработки камня. Здесь делали художественные надгробья, интерьерные вазы, столешницы, камины, пирамиды и торшеры, геммы («аттики»), а также мелкая декоративная пластика и предметы быта: чарки, подносы, пуговицы, рукоятки кортиков, табакерки, флакончики, настольные печатки, чернильницы и прочее.
Во второй половине XIX века усложняются композиции изделий: становится богаче цветовая палитра и разнообразнее мотивы, что потребовало более разнообразного сырья. На рубеже XIX—XX вв. ведущей в художественной обработке камня становится фирма «Фаберже». Примерно в эти годы появляется техника объёмной мозаики — каменные натюрморты («накладки»), которыми украшались кабинеты пресс-папье.

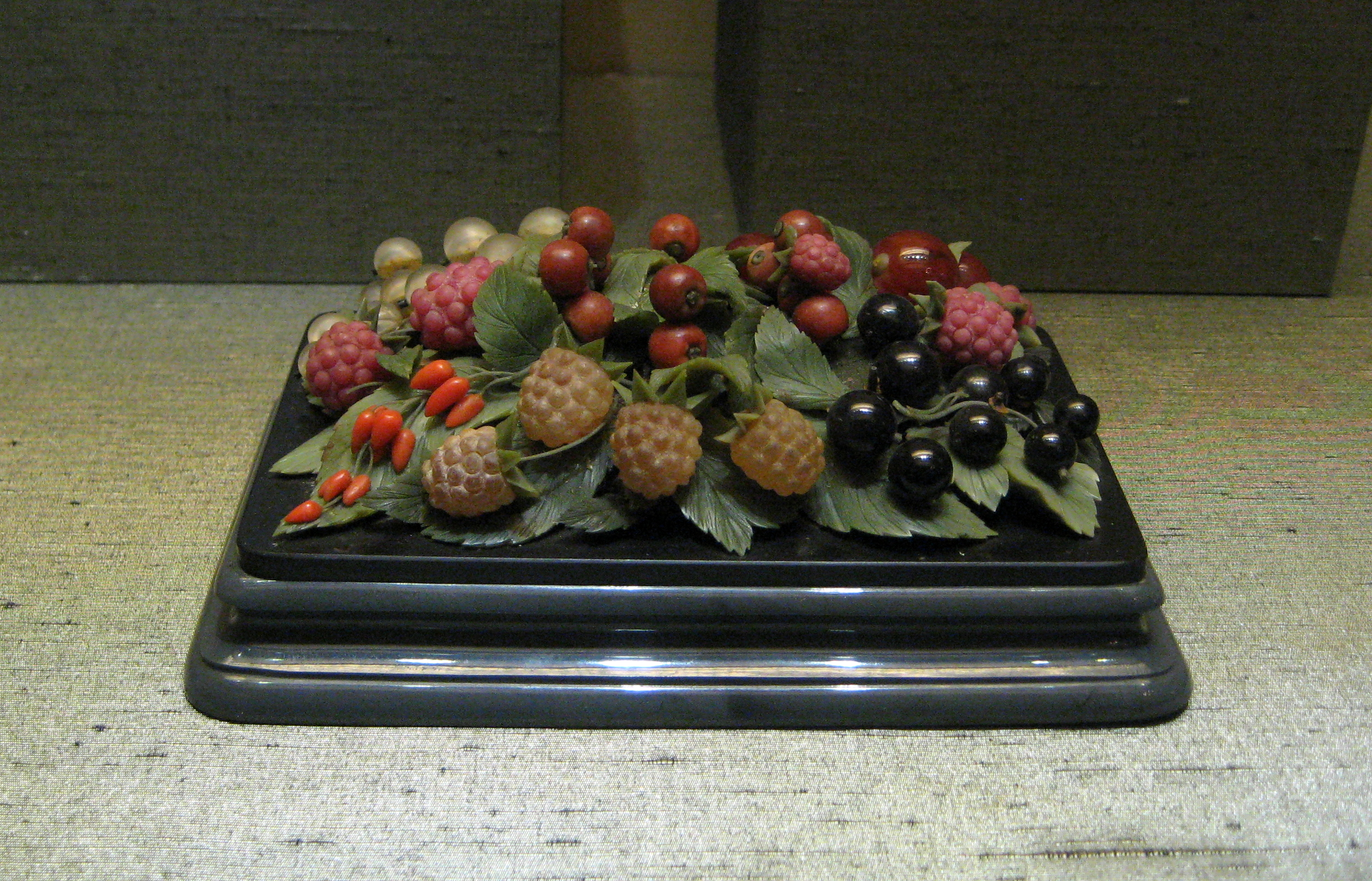
Каменное ягодное пресс-папье, до 1860 года, музей им. Ферсмана, Мурзинка

Традиции изготовления накладной мозаики с рельефным натюрмортом сохранялись на протяжении всего XX столетия. Произведения XX века приобретают авторскую индивидуальность: в отличие от мастеров прошлых веков, мастер был свободен в выборе материала и метода его обработки. Композиции становятся более лаконичнее: как правило используется один вид растительности, исключены и трудоёмкие операции, кроме того детали чаще стали вырезаться из целого камня. Такой вид мозаики получил наибольшую популярность среди камнерезов Нижнего Тагила, в частности в мастерской камнереза В. М. Васильева.
Активное возрождение искусства резьбы по камню началось на Урале во второй половине 80-х годов XX в. В Екатеринбурге сложилось целое поколение талантливых мастеров, профессионально работавших с твердым цветным камнем – Анатолий Жуков, Дмитрий Емельяненко, Александр Леверов. В конце 90-х годов возникли крупные мастерские, имеющие собственную производственную базу – «Уральская камнерезная мастерская им. Ильи Боровикова», «Екатеринбургская камнерезная мастерская Алексея Антонова». 
После распада СССР, одной из первых частных камнерезных фирм в Екатеринбурге, стала фирма Игоря Сергеева, Дмитрия Емельяненко — «Яхонт и Ко».
К середине 2000-х годов на Урале полностью сформировалась камнерезная школа, имеющая свои особенности и приоритеты. Наряду с уральской школой особого развития достигла и Петербургская школа камнерезного искусства.

## Особенности
К XIX веку сложился определённый стиль Уральской резьбы по камню, появляется постоянный канон по изготовлению элементов в композициях. Например листья и корешки делались из змеевика, златоустовской яшмы, офита, реже — из малахита. Каждой ягоде соответствовал свой камень: чёрной смородине — тёмный агат, белой смородине — горный хрусталь, княженике — малиновый шерл (турмалин), малине — селенит и орлец (родонит), клубнике и землянике — сургучная яшма, крыжовнику — сердолик, морошке — янтарь или обожжённый красный коралл, винограду — аметист и иногда дымчатый кварц; малина, крыжовник и виноград делались из цельного камня, клубнику и землянику — тоже, но с тщательной разгранкой каждого зёрнышка; княженика — из мелких, соединённых мастикой шариков, белая смородина — из склеенных между собой двух полусфер с вырезанными внутри желобками.
В конце XIX—XX вв. и XXI веке одним из самых популярных сюжетов становятся Уральские народные сказы П. П. Бажова. По его сюжетам изготавливаются изделия из малахита с использованием металлов (чаще всего позолоченной бронзы) и россыпи различных полудрагоценных камней-самоцветов. Самые популярные из них — Хозяйка Медной горы, Данила-мастер за работой, а также так называемые каменные горы, которые чаще делались с башенкой на вершине, имитируя Лисью гору в Нижнем Тагиле, или гору Благодать в Кушве, или скалу с ротондой в селе Курьи и прочие известные горы и скалы Среднего Урала. Особой популярностью пользуются малахитовые шкатулки как из произведения «Хозяйка медной горы». В 1970-х годах также начали изготавливать близкие народному искусству изделия бытового назначения, которые приобретают черты мини-скульптуры. К примеру пепельницы в виде пеньков с растущими около них грибами и папоротником.

## Галерея

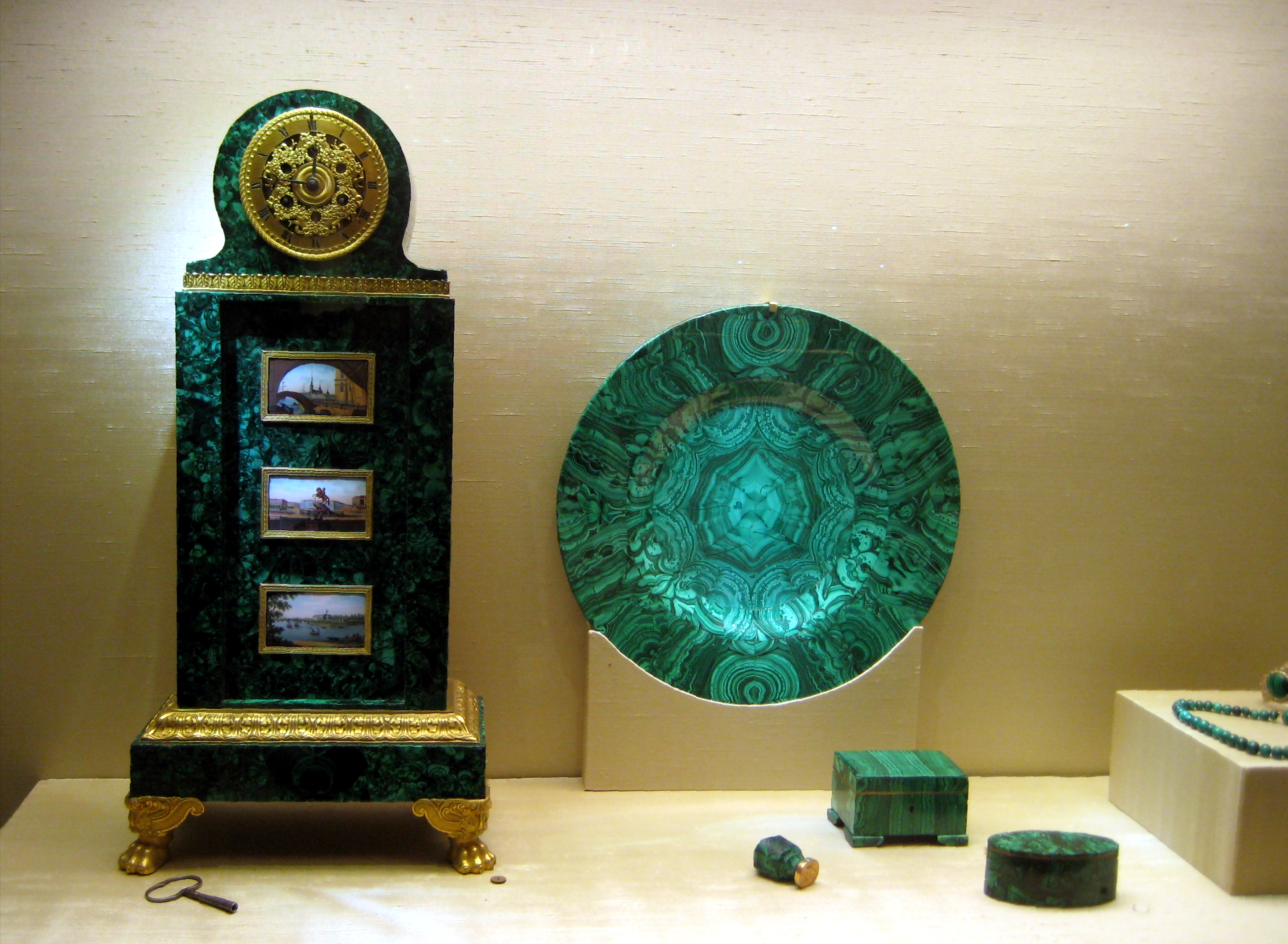
Малахитовые изделия уральских мастеров, 19 век. Музей «Эрмитаж», Санкт-Петербург
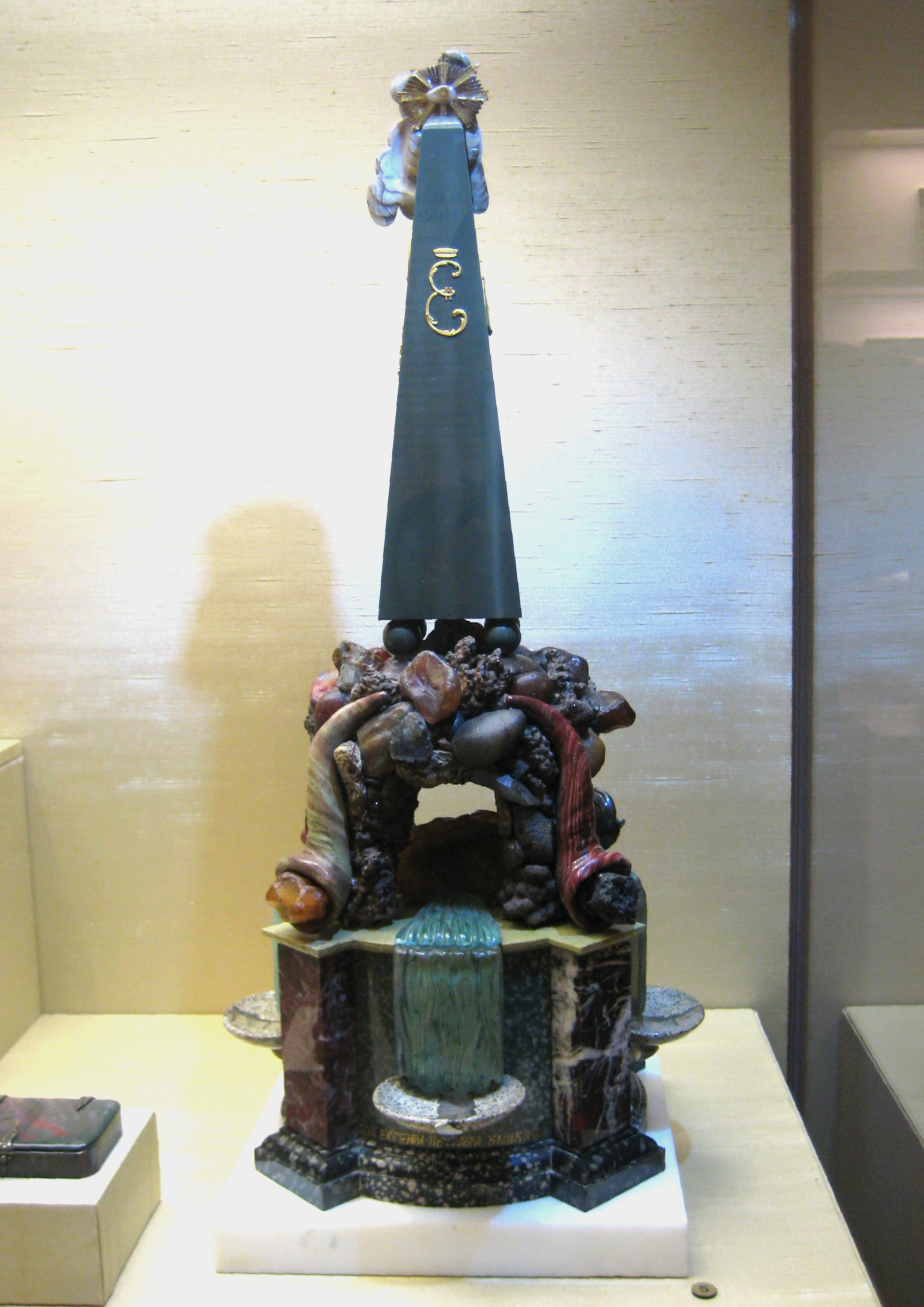
Грот-фонтан из самоцветов. Екатеринбургская гранильная фабрика, 1785-1786 гг.. Музей «Эрмитаж», Санкт-Петербург
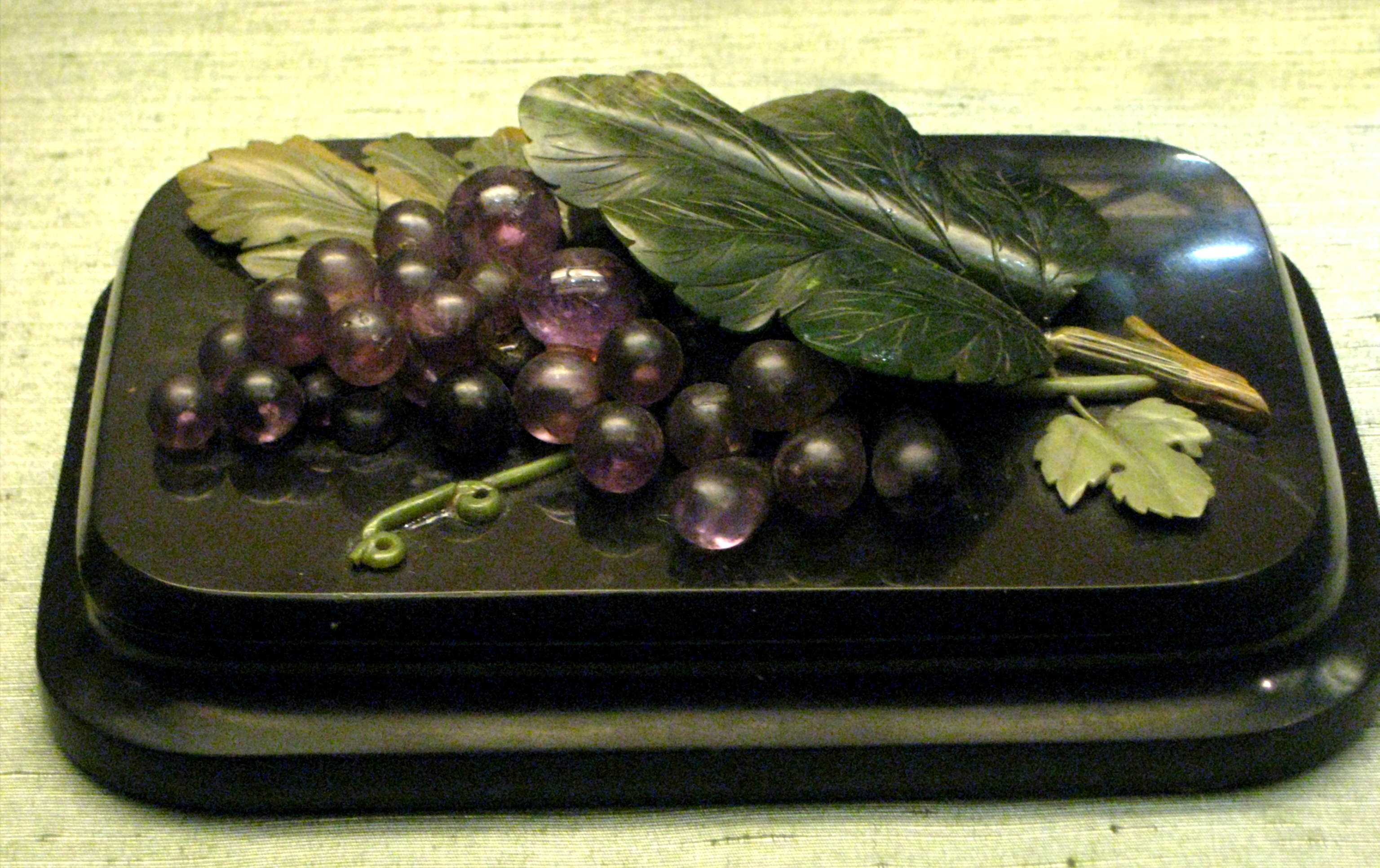
Пресс-папье с ягодами винограда. Екатеринбургская гранильная фабрика. Музей им. Ферсмана, Мурзинка
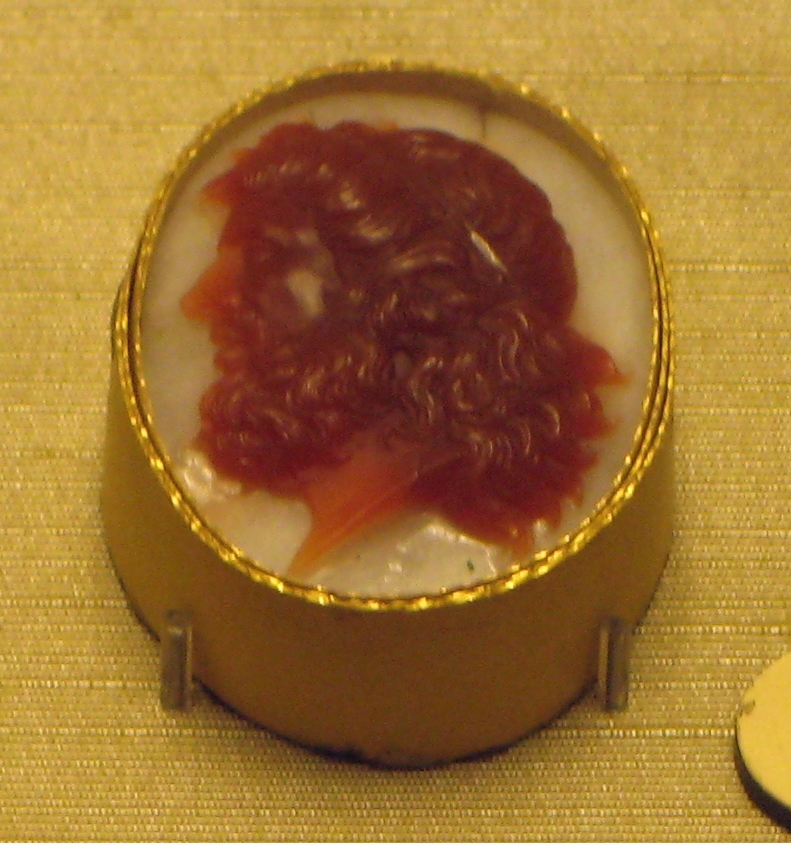
Камея «Голова Юпитера в диадеме». Сердолик. Екатеринбургская гранильная фабрика, 1827-1828 гг.. Музей «Эрмитаж», Санкт-Петербург